# Condado de Paulding (Ohio)
El condado de Paulding (en inglés: Paulding County), fundado en 1820, es uno de 92 condados del estado estadounidense de Ohio. En el censo de los Estados Unidos de 2000, el condado tenía una población de 20,293 habitantes y una densidad poblacional de 19 personas por km². La sede del condado es Paulding. El condado recibe su nombre en honor a John Paulding.

## Geografía
Según la Oficina del Censo, el condado tiene un área total de 1,085 km², de la cual 1,078 km² es tierra y 7 km² (0.63%) es agua.

### Condados adyacentes
- Condado de Defiance (norte)
- Condado de Putnam (este)
- Condado de Van Wert (sur)
- Condado de Allen, Indiana (oeste)

## Demografía
Según la Oficina del Censo en 2000, los ingresos medios por hogar en el condado eran de $40,327, y los ingresos medios por familia eran $45,481. Los hombres tenían unos ingresos medios de $35,809 frente a los $21,965 para las mujeres. La renta per cápita para el condado era de $18,062. Alrededor del 7.70% de la población estaban por debajo del umbral de pobreza.

## Municipalidades

### Villas
| - Antwerp - Broughton - Cecil - Grover Hill | - Haviland - Latty - Melrose - Oakwood | - Paulding - Payne - Scott |

### Municipios
El condado de Paulding está dividido en 12 municipios:
| - Auglaize - Benton - Blue Creek - Brown - Carryall - Crane | - Emerald - Harrison - Jackson - Latty - Paulding - Washington |